# Tulium
Tulium är ett metalliskt grundämne som tillhör lantanoiderna och de sällsynta jordartsmetallerna.

## Egenskaper
Rent tulium är en silvervit, smidbar, i luft beständig metall, som lätt kan skäras med kniv.

## Förekomst
Grundämnet upptäcktes 1879 av Per Teodor Cleve i Ytterby gruva i Stockholms skärgård och är uppkallat efter Thule, som är den latinska benämningen på Norden. Det förekommer endast mycket sparsamt i jordskorpan och den viktigaste råvarukällan är monazitsand.